# St. Josef (Schmithof)

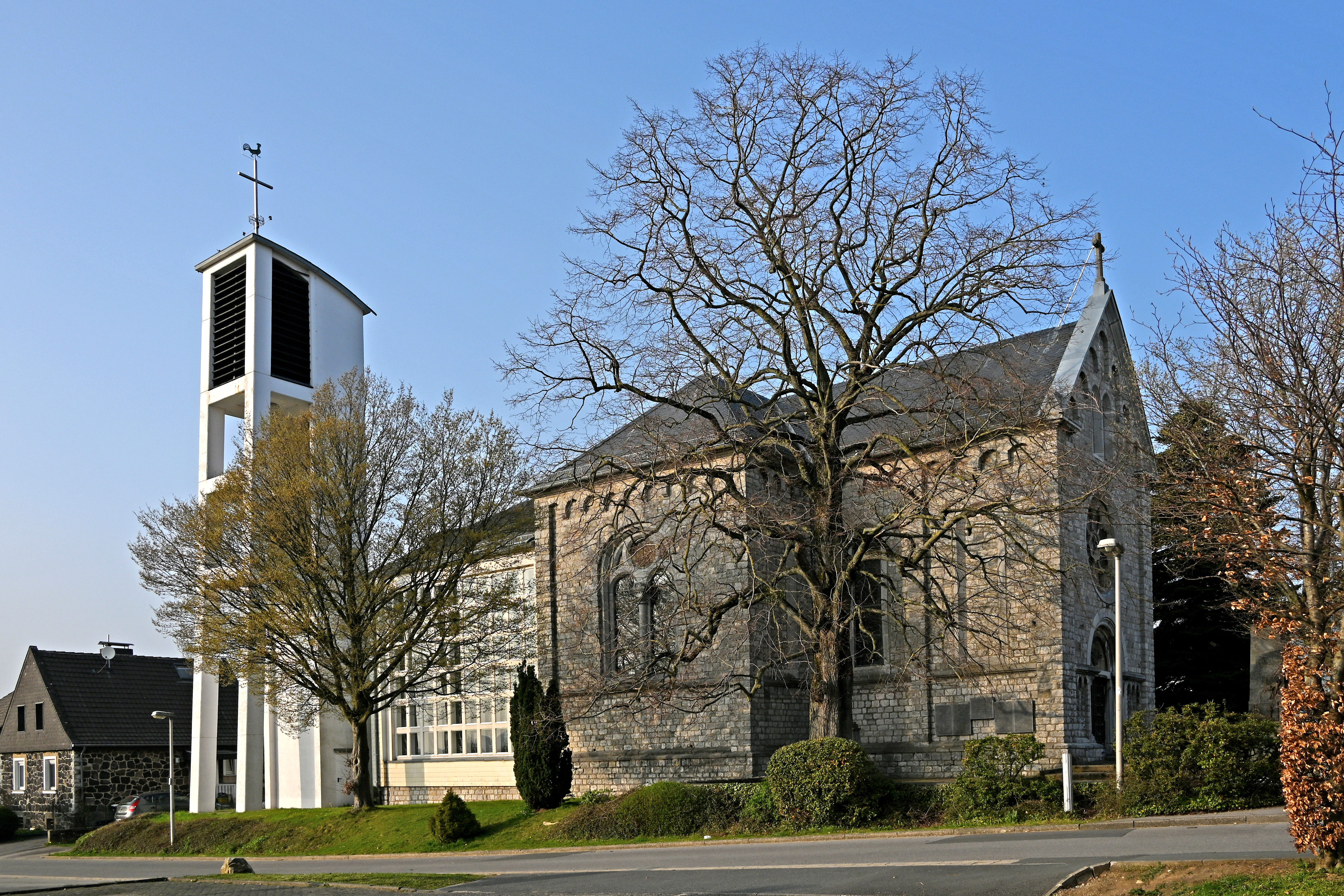
St. Josef in Schmithof

St. Josef ist eine römisch-katholische Pfarrkirche in Schmithof, einem Stadtteil von Aachen in der Städteregion Aachen in Nordrhein-Westfalen. Sie wurde von 1896 bis 1904 erbaut und zwischen 1960 und 1963 erweitert. 
Zur Pfarre zählen neben Schmithof auch Sief, Brandenburg, Eisenhütte, Neuhaus, Mariental, Kalkhäuschen und Relais Königsberg.

## Geschichte
Schmithof gehörte ursprünglich zur ausgedehnten Pfarre Kornelimünster und seit 1804 zur neugegründeten Pfarre Walheim. Sief hingegen gehörte zur Pfarre Raeren. Jedenfalls gab es seit 1890 in Schmithof Bemühungen um den Bau einer eigenen Kirche, die sowohl von Raerener als auch von Walheimer Seite unterstützt wurden. Nachdem ausreichend finanzielle Mittel zur Verfügung standen konnte 1903 mit dem Bau der Kirche begonnen werden. Schon 1904 war das neue Gotteshaus fertiggestellt. 1910 erhielt Schmithof einen eigenen Rektor und 1913 erhielt die Gemeinde vermögensrechtliche Selbstständigkeit. Nach dem Ersten Weltkrieg kam Sief kurzzeitig zu Belgien, durch Grenzkorrektur fiel es aber 1921 zurück an Deutschland. Zum 1. September 1923 wurde Schmithof-Sief endgültig von Walheim bzw. Raeren abgetrennt und zur eigenständigen Pfarrei erhoben. Am 24. Juni 1930 fand 26 Jahre nach Vollendung der Schmithofer Kirche auch die feierliche Kirchweihe statt.
In den 1950er Jahren nahm die Bevölkerung derart zu, dass eine Vergrößerung der St. Josefskirche notwendig wurde. So brach man 1960 den Chor der alten Kirche ab und setzte daran bis 1963 den Anbau und einen neuen Glockenturm.

## Baubeschreibung
St. Josef ist eine einschiffige Kreuzkirche, mit seitlich angebautem Turm und halbkreisförmiger Apsis. Der vordere, 1903/04 erbaute Teil ist neuromanisch, der hintere Teil modern.

## Glocken

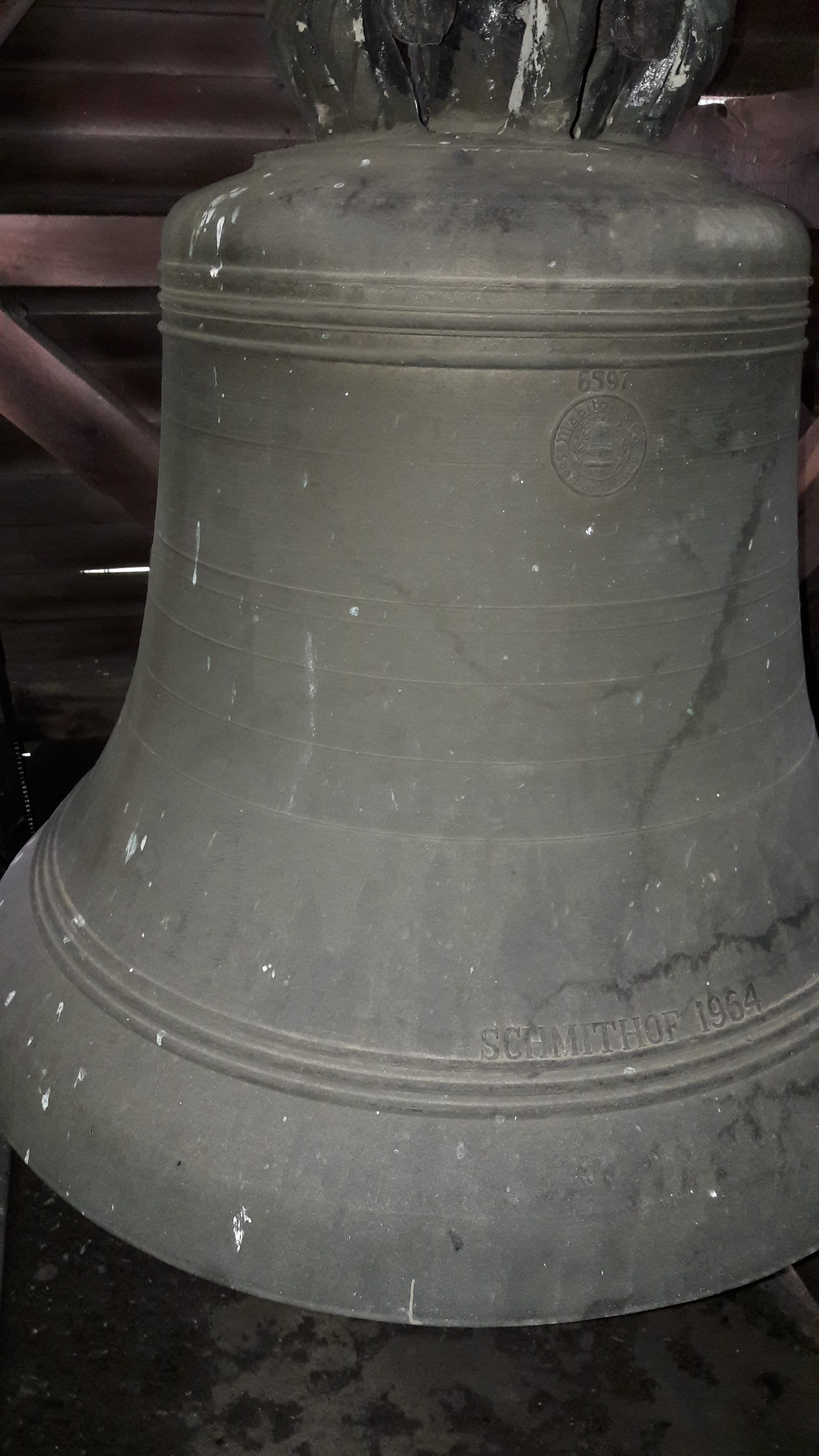
Die Josefsglocke

Im Glockenturm befindet sich ein dreistimmiges Bronze-Geläut der Glockengießerei Mabilon:
| Nr. | Name    | Gussjahr | Gießer                                               | Durchmesser (mm, ca.) | Gewicht (kg) | Schlagton (HT-1/16) | Inschrift |
| --- | ------- | -------- | ---------------------------------------------------- | --------------------- | ------------ | ------------------- | --- |
| 1   | Maria   | 1964     | Wolfgang Hausen-Mabilon, Fa. Mabilon & Co., Saarburg | 1000                  | 670          | g′                  | O MARIA, ZUFLUCHT DER SÜNDER! RUFE ALLE DEINE KINDER ZU DEINEM LIEBEN SOHNE!                                                    |
| 2   | Josef   | 1964     | Wolfgang Hausen-Mabilon, Fa. Mabilon & Co., Saarburg | 800                   | 390          | b′                  | HL. JOSEF, SCHUTZHERR UNSERER KIRCHE UND GEMEINDE LASS SCHULDLOS UNS DURCHS LEBEN GEHN UND DURCH DEINEN SCHUTZ GESICHERT STEHN! |
| 3   | Michael | 1964     | Wolfgang Hausen-Mabilon, Fa. Mabilon & Co., Saarburg | 700                   | 280          | c′                  | HL. ERZENGEL MICHAEL, FÜHRE DIE SEELEN DER GEFALLENEN UND AUCH UNSERE SEELEN IN DAS REICH DES LICHTES UND DES FRIEDENS!         |

## Pfarrer
Folgende Priester wirkten bislang als Rektor (bis 1923) bzw. Pastor an St. Josef:
- 1910–1921: Heinrich Franzen (Rektor)
- 1922–1937: Theodor Heuel
- 1937–1957: Arnold Welter
- 1958–1967: Peter Lukas
- 1967–1988: Wilhelm Dammer
- 1990–1995: Wilhelm Zimmermann
- 1995–2000: Gerd Heinemann
- Seit 2019: Andreas Möhlig